# Mydlokor

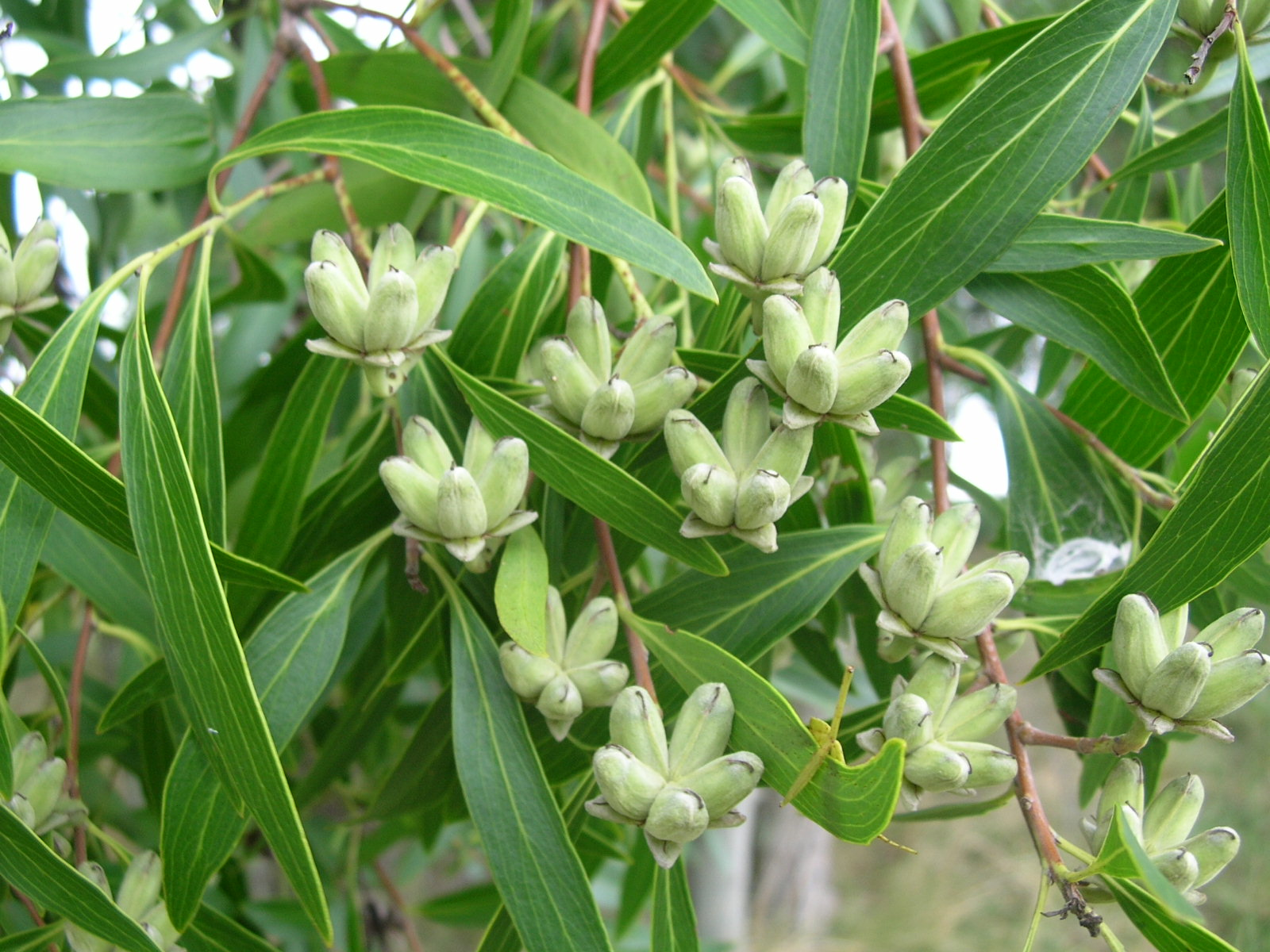
Plody mydlokoru Quillaja brasiliensis

Mydlokor (Quillaja) je jediný rod čeledi mydlokorovité (Quillajaceae) z řádu bobotvaré (Fabales) vyšších dvouděložných rostlin. Zahrnuje 2 nebo 3 druhy stromů, rostoucí v mírných oblastech Jižní Ameriky. Mydlokor tupolistý je využíván jako přírodní mýdlo.

## Popis
Mydlokory jsou stálezelené, až 25 metrů vysoké stromy se střídavými jednoduchými listy. Listy jsou zubaté, kožovité, s palisty. Květy jsou uspořádané v krátkých úžlabních latách. Kalich i koruna jsou pětičetné. Tyčinek je 10. Gyneceum je částečně srostlé, z 5 plodolistů. Květy mají zajímavou morfologii. Tyčinky, které jsou naproti korunním lístkům, vyrůstají od báze hvězdovitého semeníku, zatímco tyčinky naproti kališním lístkům vyrůstají z disku, který je rozšířen na plochu kališních lístků.
Rod zahrnuje 2 nebo 3 druhy, rostoucí v temperátních oblastech Jižní Ameriky v jižní Brazílii, Bolívii, Peru a Chile.

## Taxonomie
V dřívějších taxonomických systémech byl rod Quillaja řazen do čeledi růžovité (Rosaceae).

## Zástupci
- mydlokor tupolistý (Quillaja saponaria)

## Využití
Vnitřní kůra mydlokoru tupolistého (Quillaja saponaria) obsahuje pěnivé saponiny a je využívána jako přírodní mýdlo a v kosmetice. V lidovém lékařství je využívána např. při bronchitidě.